# The Masked Singer (Vereinigte Staaten)/Staffel 7
Die siebte Staffel der US-amerikanischen Musikshow The Masked Singer wurde vom 9. März bis zum 18. Mai 2022 auf Fox ausgestrahlt. Moderiert wurde die Staffel von Nick Cannon. Das Rateteam bestand wie in den vorherigen sechs Staffeln neben mehreren Gastjuroren aus dem Sänger Robin Thicke, der Moderatorin Jenny McCarthy, dem Schauspieler Ken Jeong sowie der Sängerin Nicole Scherzinger. Siegerin wurde Teyana Taylor als Firefly.

## Rateteam
| Folge | Ständige Mitglieder | Ständige Mitglieder | Ständige Mitglieder | Ständige Mitglieder | Gastmitglied     |
| ----- | ------------------- | ------------------- | ------------------- | ------------------- | ---------------- |
| 1     | Robin Thicke        | Jenny McCarthy      | Ken Jeong           | Nicole Scherzinger  | —                |
| 2     | Robin Thicke        | Jenny McCarthy      | Ken Jeong           | Nicole Scherzinger  | Eric Stonestreet |
| 3     | Robin Thicke        | Jenny McCarthy      | Ken Jeong           | Nicole Scherzinger  | —                |
| 4     | Robin Thicke        | Jenny McCarthy      | Ken Jeong           | Nicole Scherzinger  | —                |
| 5     | Robin Thicke        | Jenny McCarthy      | Ken Jeong           | Nicole Scherzinger  | Nicole Byer      |
| 6     | Robin Thicke        | Jenny McCarthy      | Ken Jeong           | Nicole Scherzinger  | Leslie Jordan    |
| 7     | Robin Thicke        | Jenny McCarthy      | Ken Jeong           | Nicole Scherzinger  | —                |
| 8     | Robin Thicke        | Jenny McCarthy      | Ken Jeong           | Nicole Scherzinger  | —                |
| 9     | Robin Thicke        | Jenny McCarthy      | Ken Jeong           | Nicole Scherzinger  | —                |
| 10    | Robin Thicke        | Jenny McCarthy      | Ken Jeong           | Nicole Scherzinger  | —                |

## Teilnehmer

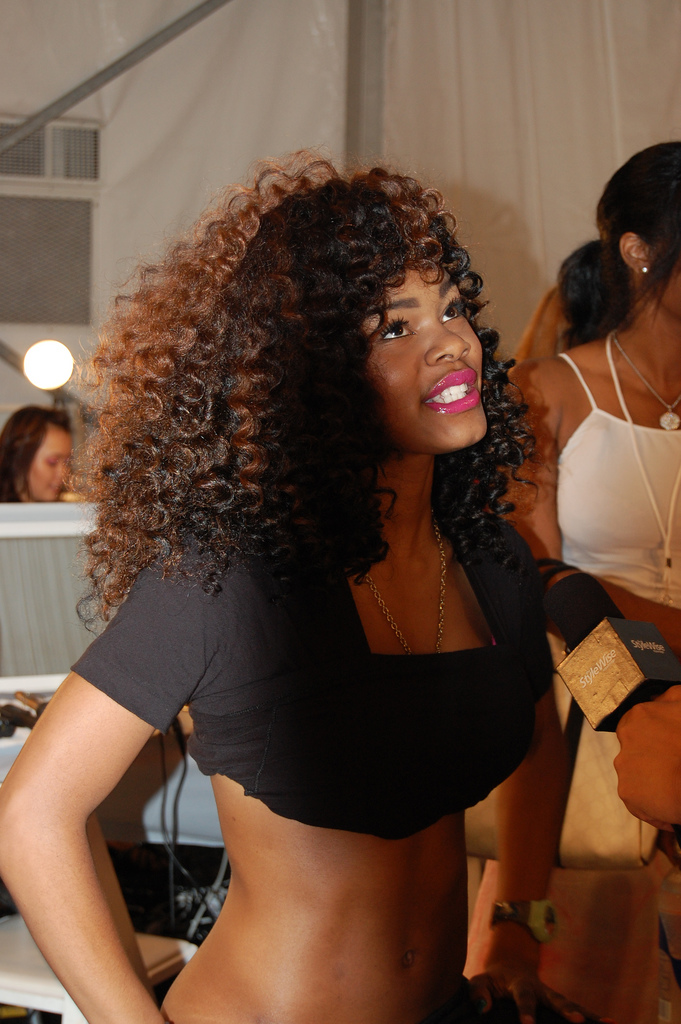
Teyana Taylor, Gewinnerin der siebten Staffel

Die 15 Kandidaten der Staffel wurden erstmals in drei Gruppen mit dem Titel The Good, The Bad und The Cuddly eingeteilt. Die Teilnehmer traten dabei in jeder Folge gegen Kandidaten sowohl der eigenen als auch der fremden Gruppen an.
In der siebten Staffel traten erstmals seit der vierten keine Wildcard-Kandidaten an, zudem fielen auch die first impressions des Rateteams weg. Mit diesen ersten Tipps im Bezug auf die Identität der Teilnehmenden konkurrierten Thicke, McCarthy, Jeong und Scherzinger seit der vierten Staffel um die Golden Ear Trophy für das Mitglied mit den meisten richtigen Tipps.
Am 2. Februar 2022 wurde Rudy Giuliani als erster Kandidat benannt. Laut Medienberichten sollen Thicke und Jeong nach seiner Demaskierung das Set aus Protest vorübergehend verlassen haben. FOX äußerte sich gegenüber Variety, die Berichte nicht kommentieren zu werden, da dies gegen das Prinzip der Sendung verstoßen würde, Spoiler zu bestätigen. Spätere Berichte erwähnten, dass nur Jeong das Set aus Protest verließ, während Thicke ihm folgte, um nach ihm zu sehen. Dies deckte sich mit der eigentlichen Episode, in der nach Giulianis Demaskierung Jeongs Weggang zu sehen war, Thicke sich jedoch während Giulianis Abschiedsauftritt nicht am Tisch des Rateteams befand. Giulianis Auftritt in der Sendung wurde sowohl vor als auch nach der Ausstrahlung der Folge in US-amerikanischen Medien sowie sozialen Netzwerken aufgrund seiner umstrittenen Äußerungen zur Präsidentschaftswahl 2020 heftig kritisiert.
| Platz | Kostüm                            | Person            | Bekannt als                            | Aus in Folge | Quelle |
| ----- | --------------------------------- | ----------------- | -------------------------------------- | ------------ | ------ |
| 1     | Firefly (Glühwürmchen)            | Teyana Taylor     | Sängerin, Tänzerin, Schauspielerin     | 10           | [ 15 ] |
| 2     | Ringmaster (Zirkusdirektor)       | Hayley Orrantia   | Schauspielerin                         | 10           | [ 16 ] |
| 3     | Prince (Prinz)                    | Cheyenne Jackson  | Sänger, Schauspieler                   | 10           | [ 17 ] |
| 4     | Queen Cobras (Königinnen Kobra)   | En Vogue          | Band                                   | 9            | [ 18 ] |
| 5     | Space Bunny (Weltraum-Häschen)    | Shaggy            | Sänger                                 | 9            | [ 19 ] |
| 6     | Baby Mammoth (Baby-Mammut)        | Kirstie Alley     | Schauspielerin                         | 8            | [ 20 ] |
| 7     | Jack in the Box (Schachtelteufel) | Rudy Giuliani     | Politiker                              | 7            | [ 21 ] |
| 8     | Miss Teddy                        | Jennifer Holliday | Sängerin                               | 6            | [ 22 ] |
| 9     | Armadillo (Gürteltier)            | Duane Chapman     | Kopfgeldjäger, TV-Persönlichkeit       | 6            | [ 23 ] |
| 10    | Hydra                             | Penn & Teller     | Komiker, Trickkünstler                 | 5            | [ 24 ] |
| 11    | Lemur                             | Christie Brinkley | Model, Schauspielerin, Klimaaktivistin | 4            | [ 25 ] |
| 12    | Thingamabob (Dingsbums)           | Jordan Mailata    | American-Football-Spieler              | 3            | [ 26 ] |
| 13    | Cyclops (Zyklop)                  | Jorge Garcia      | Schauspieler                           | 3            | [ 27 ] |
| 14    | Ram (Widder)                      | Joe Buck          | Sportkommentator                       | 2            | [ 28 ] |
| 15    | McTerrier                         | Duff Goldman      | Konditor, TV-Persönlichkeit            | 1            | [ 29 ] |

## Folgen
|   | Kostüm      | Lied, Originalinterpret             | Ergebnis      |
| - | ----------- | ----------------------------------- | ------------- |
| 1 | Thingamabob | Wanted Dead or Alive – Bon Jovi     | Gewonnen      |
| 2 | McTerrier   | Working for the Weekend – Loverboy  | Ausgeschieden |
| 3 | Cyclops     | My Sacrifice – Creed                | Gewonnen      |
| 4 | Firefly     | Ain’t Nobody – Rufus & Chaka Khan   | Gewonnen      |
| 5 | Ram         | I Want You to Want Me – Cheap Trick | Gewonnen      |

|       | Kostüm      | Lied, Originalinterpret                       | Ergebnis      | Indizien-Gegenstand           |
| ----- | ----------- | --------------------------------------------- | ------------- | ----------------------------- |
| 1     | Firefly     | P.Y.T. (Pretty Young Thing) – Michael Jackson | Vielleicht    | Porträt von Pharrell Williams |
| 2     | Cyclops     | Suspicious Minds – Mark James                 | Gewonnen      | Meteor                        |
| 3     | Ram         | Learn to Fly – Foo Fighters                   | Vielleicht    | Emmy                          |
| 4     | Thingamabob | Perfect – Ed Sheeran                          | Gewonnen      | Schutzschilder                |
| Duell |             |                                               |               |                               |
| 5     | Ram         | Take Me Home, Country Roads – John Denver     | Ausgeschieden |                               |
| 6     | Firefly     | God Is a Woman – Ariana Grande                | Gewonnen      |                               |

|   | Kostüm                  | Lied, Originalinterpret                  | Ergebnis      |
| - | ----------------------- | ---------------------------------------- | ------------- |
|   | Übrige Rundenmitglieder | I Got You (I Feel Good) – James Brown    | —             |
|   |                         |                                          |               |
| 1 | Thingamabob             | Classic – MKTO                           | Ausgeschieden |
| 2 | Cyclops                 | Flashdance … What a Feeling – Irene Cara | Ausgeschieden |
| 3 | Firefly                 | Attention – Charlie Puth                 | Gewonnen      |

|   | Kostüm     | Lied, Originalinterpret             | Ergebnis      |
| - | ---------- | ----------------------------------- | ------------- |
| 1 | Miss Teddy | Tell It to My Heart – Taylor Dayne  | Gewonnen      |
| 2 | Hydra      | Hey, Soul Sister – Train            | Gewonnen      |
| 3 | Ringmaster | The Climb – Miley Cyrus             | Gewonnen      |
| 4 | Lemur      | I Feel the Earth Move – Carole King | Ausgeschieden |
| 5 | Armadillo  | Secret Agent Man – P. F. Sloan      | Gewonnen      |

|       | Kostüm     | Lied, Originalinterpret           | Ergebnis      | Indizien-Gegenstand           |
| ----- | ---------- | --------------------------------- | ------------- | ----------------------------- |
| 1     | Ringmaster | Super Bass – Nicki Minaj          | Gewonnen      | Akustikgitarre, Plektrum      |
| 2     | Armadillo  | I Fought the Law – The Crickets   | Vielleicht    | Schlüssel-Karabiner, Motorrad |
| 3     | Hydra      | Sharp Dressed Man – ZZ Top        | Vielleicht    | Spielkarten                   |
| 4     | Miss Teddy | Tell Me You Love Me – Demi Lovato | Gewonnen      | Glückwunsch-Zettel            |
| Duell |            |                                   |               |                               |
| 5     | Armadillo  | Walkin’ the Dog – Rufus Thomas    | Gewonnen      |                               |
| 6     | Hydra      | Two Princes – Spin Doctors        | Ausgeschieden |                               |

|   | Kostüm                  | Lied, Originalinterpret               | Ergebnis      |
| - | ----------------------- | ------------------------------------- | ------------- |
|   | Übrige Rundenmitglieder | One Way or Another – Blondie          | —             |
|   |                         |                                       |               |
| 1 | Miss Teddy              | Mercy – Duffy                         | Ausgeschieden |
| 2 | Armadillo               | Amazing Grace                         | Ausgeschieden |
| 3 | Ringmaster              | I Will Always Love You – Dolly Parton | Gewonnen      |

|   | Kostüm          | Lied, Originalinterpret                               | Ergebnis      |
| - | --------------- | ----------------------------------------------------- | ------------- |
| 1 | Prince          | The Cup of Life – Ricky Martin                        | Gewonnen      |
| 2 | Baby Mammoth    | Walkin’ After Midnight – Patsy Cline                  | Gewonnen      |
| 3 | Queen Cobras    | Good as Hell – Lizzo                                  | Gewonnen      |
| 4 | Jack in the Box | Bad to the Bone – George Thorogood and the Destroyers | Ausgeschieden |
| 5 | Space Bunny     | Jump in the Line (Shake, Senora) – Harry Belafonte    | Gewonnen      |

|       | Kostüm       | Lied, Originalinterpret                                 | Ergebnis      | Indizien-Gegenstand |
| ----- | ------------ | ------------------------------------------------------- | ------------- | ------------------- |
| 1     | Queen Cobras | I Say a Little Prayer – Dionne Warwick                  | Gewonnen      | Herz                |
| 2     | Space Bunny  | All Night Long (All Night) – Lionel Richie              | Vielleicht    | Hantel              |
| 3     | Baby Mammoth | The Shoop Shoop Song (It’s in His Kiss) – Merry Clayton | Vielleicht    | Vogelkäfig          |
| 3     | Prince       | Lay Me Down – Sam Smith                                 | Gewonnen      | Reisetasche         |
| Duell |              |                                                         |               |                     |
| 5     | Baby Mammoth | Me Too – Meghan Trainor                                 | Ausgeschieden |                     |
| 6     | Space Bunny  | Do You Really Want to Hurt Me – Culture Club            | Gewonnen      |                     |

|   | Kostüm                  | Lied, Originalinterpret             | Ergebnis      |
| - | ----------------------- | ----------------------------------- | ------------- |
|   | Übrige Rundenmitglieder | Roar – Katy Perry                   | —             |
|   |                         |                                     |               |
| 1 | Prince                  | Sir Duke – Stevie Wonder            | Gewonnen      |
| 2 | Space Bunny             | Now That We Found Love – The O’Jays | Ausgeschieden |
| 3 | Queen Cobras            | Leave the Door Open – Silk Sonic    | Ausgeschieden |

|                   | Kostüm     | Lied, Originalinterpret         | Ergebnis      |
| ----------------- | ---------- | ------------------------------- | ------------- |
| 1                 | Prince     | Viva la Vida – Coldplay         | Dritter Platz |
| 2                 | Firefly    | Bad Girl – Usher                | Gewonnen      |
| 3                 | Ringmaster | Gravity – Sara Bareilles        | Gewonnen      |
| Zweiter Durchgang |            |                                 |               |
| 4                 | Firefly    | Lost Without U – Robin Thicke   | Gewinnerin    |
| 5                 | Ringmaster | Waking Up in Vegas – Katy Perry | Zweiter Platz |

## Einschaltquoten
| Folge | Datum         | Live      | Live                | DVR (7 Tage) | DVR (7 Tage)   | Gesamt    | Gesamt         | Quelle |
| Folge | Datum         | Zuschauer | Rating/Share(18–49) | Zuschauer    | Rating (18–49) | Zuschauer | Rating (18–49) | Quelle |
| ----- | ------------- | --------- | ------------------- | ------------ | -------------- | --------- | -------------- | ------ |
| 1     | 9. März 2022  | 4,15 Mio. | 0,9/7               | 1,80 Mio.    | 0,4            | 5,95 Mio. | 1,3            | [ 30 ] |
| 2     | 16. März 2022 | 4,03 Mio. | 0,7/6               | 1,63 Mio.    | 0,3            | 5,66 Mio. | 1,0            | [ 31 ] |
| 3     | 23. März 2022 | 4,16 Mio. | 0,7/6               | 1,49 Mio.    | 0,3            | 5,66 Mio. | 1,0            | [ 32 ] |
| 4     | 30. März 2022 | 4,33 Mio. | 0,8/7               | 1,41 Mio.    | 0,3            | 5,74 Mio. | 1,1            | [ 33 ] |
| 5     | 6. Apr. 2022  | 3,97 Mio. | 0,7/6               | 1,30 Mio.    | 0,3            | 5,27 Mio. | 1,0            | [ 34 ] |
| 6     | 13. Apr. 2022 | 3,87 Mio. | 0,6/6               | 1,40 Mio.    | 0,4            | 5,27 Mio. | 1,0            | [ 35 ] |
| 7     | 20. Apr. 2022 | 3,83 Mio. | 0,7/5               | 1,60 Mio.    | 0,3            | 5,43 Mio. | 1,0            | [ 36 ] |
| 8     | 27. Apr. 2022 | 4,17 Mio. | 0,7/6               | —            | —              | —         | —              | [ 37 ] |
| 9     | 4. Mai 2022   | 4,06 Mio. | 0,7/6               | —            | —              | —         | —              | [ 38 ] |
| 10    | 18. Mai 2022  | 4,01 Mio. | 0,7/6               | —            | —              | —         | —              | [ 39 ] |